# Combined Maritime Forces
Le Combined Maritime Forces (CMF) sono una forza marittima multinazionale che opera nelle acque medio-orientali del Mar Rosso, nell'Oceano Indiano e nel Golfo Persico.

## Struttura
La task force è composta da navi militari di 39 Stati a tutto il 2023, che si avvalgono del supporto aereo è stata costituita allo scopo di contribuire a migliorare la sicurezza marittima nella regione, proteggendo il traffico marittimo, dissuadendo e impedendo alle organizzazioni terroristiche internazionali di utilizzare l'ambiente marittimo per le loro azioni, incrementando la sicurezza e la prosperità della regione.
La sede del Comando è a Manama in Bahrain collocata presso il quartier generale di NAVCENT, lo United States Naval Forces Central Command, che coordina l'azione della forza.  Lo United States Naval Forces Central Command, costituito il 1º gennaio 1983 alle dipendenze dello United States Central Command (USCENTCOM), è il comando della US Navy  che è responsabile dell'area che include il Mar Rosso, il Golfo di Oman, il Golfo Persico e il Mar Arabico; prima della Guerra del Golfo del 1990-1991 NAVCENT aveva coordinato alcune operazioni quali Operazione Prime Chance e l'Operazione Praying Mantis. Il comandante è un vice ammiraglio della US Navy che oltre che di CENTAF ha il comando della Quinta Flotta statunitense ed il vice comandante un commodoro della Royal Navy.
Nel 1990 in seguito all'invasione del Kuwait era stata costituita la forza multinazionale di intercettazione marittima (MIF), creata per far rispettare le sanzioni delle Nazioni Unite contro l'Iraq; in seguito degli attacchi terroristici dell'11 settembre 2001, la MIF (Multinational Interdiction Force) si è evoluto nella CMF, la cui missione dal 2001 si è aggiornata ed ampliata per includere il miglioramento della sicurezza e la stabilità regionale ed espandere l'abilità e la capacità delle forze marittime regionali. La partecipazione è esclusivamente volontaria e senza alcun mandato politico e può tradursi nell'invio di navi o anche di ufficiali di collegamento.

## Le Combined Task Forces
Le Combined Maritime Forces comprendono cinque Task Force navali:
- Combined Task Force 150 (CTF-150) - Con compiti di sicurezza marittima e di antiterrorismo nel Mar Arabico
- Combined Task Force 151 (CTF-151) - Con compiti di lotta alla pirateria
- Combined Task Force 152 (CTF-152) - Con compiti di cooperazione alla sicurezza nel Golfo Persico
- Combined Task Force 153 (CTF-153) - Con compiti di sicurezza marittima nel Mar Rosso
- Combined Task Force 154 (CTF-154) - Con compiti di addestramento

## Partecipanti alle Combined Maritime Forces
- Arabia Saudita
- Australia
- Bahrein
- Belgio
- Brasile
- Canada
- Corea del Sud
- Danimarca
- Egitto
- Emirati Arabi Uniti
- Filippine
- Francia
- Germania
- Giappone
- Gibuti
- Giordania
- Grecia
- Kenya
- Kuwait
- India
- Iraq
- Italia
- Malaysia
- Norvegia
- Nuova Zelanda
- Oman
- Paesi Bassi
- Pakistan
- Portogallo
- Qatar
- Regno Unito
- Seychelles
- Singapore
- Spagna
- Sri Lanka
- Thailandia
- Turchia
- Stati Uniti
- Yemen